# Xbox One
Xbox One je videoherní konzole, kterou vyvinula a uvedla na trh společnost Microsoft. Xbox One, nástupce Xbox 360, byl oznámen 21. května 2013 a jde o třetí konzoli z rodiny Xbox. Jako součást osmé generace videoherních konzolí soutěží na trhu s PlayStation 4 od Sony a Wii U se Switch od Nintenda. Xbox One byl uveden na trh 22. listopadu 2013 v Severní Americe, několika evropských zemích, Austrálii a na Novém Zélandu. V Japonsku a zbývajících evropských zemích vyšel v září 2014. Podle Microsoftu a různých publikací je zařízení označováno jako „zábavní systém v jednom“, což jej staví do role konkurenta ostatních domácích zařízení, jako jsou platformy Apple TV a Android TV. Obsahuje 8jádrový AMD procesor.
Nová konzole, která se vrací k dříve používané architektuře x86, použité v prvním Xboxu, namísto architektury založené na PowerPC z Xboxu 360, obsahuje procesor AMD postavený okolo sady instrukcí x86-64. Xbox One klade zvýšený důraz na integraci zábavy, nabízí možnost pracovat s několika aplikacemi na rozdělené obrazovce a zlepšenou podporu druhé obrazovky. Konzole zahrnuje nově vylepšený pohybový senzor Kinect, který byl u předchozí generace pouze nepovinným doplňkem. Microsoft vyzdvihuje integraci Kinectu do Xbox One prostřednictvím prvků a funkcí, jako je vestavěný klient Skype pro videokonference, rozpoznávání uživatele a jeho sledování a možnost používat hlasové příkazy a gesta k navigaci v uživatelském rozhraní konzole. Mezi nové herní funkce patří rozšířená služba Xbox Live, vylepšená funkčnost Kinectu, využívání cloudu, schopnost automaticky nahrávat a sdílet ukázky z her a podpora pro online živé streamy.
Počáteční politika konzole ohledně požadavků na online připojení, povinné integrace s Kinectem, nejednoznačná omezení týkající se předprodejů a sdílení použitých her, a vyšší cena v porovnání s přímou konkurencí vedly po oznámení nového Xboxu k převážně smíšeným recenzím a reakcím. Na základě této kritiky Microsoft oznámil, že od těchto omezení upustí.

## Historie

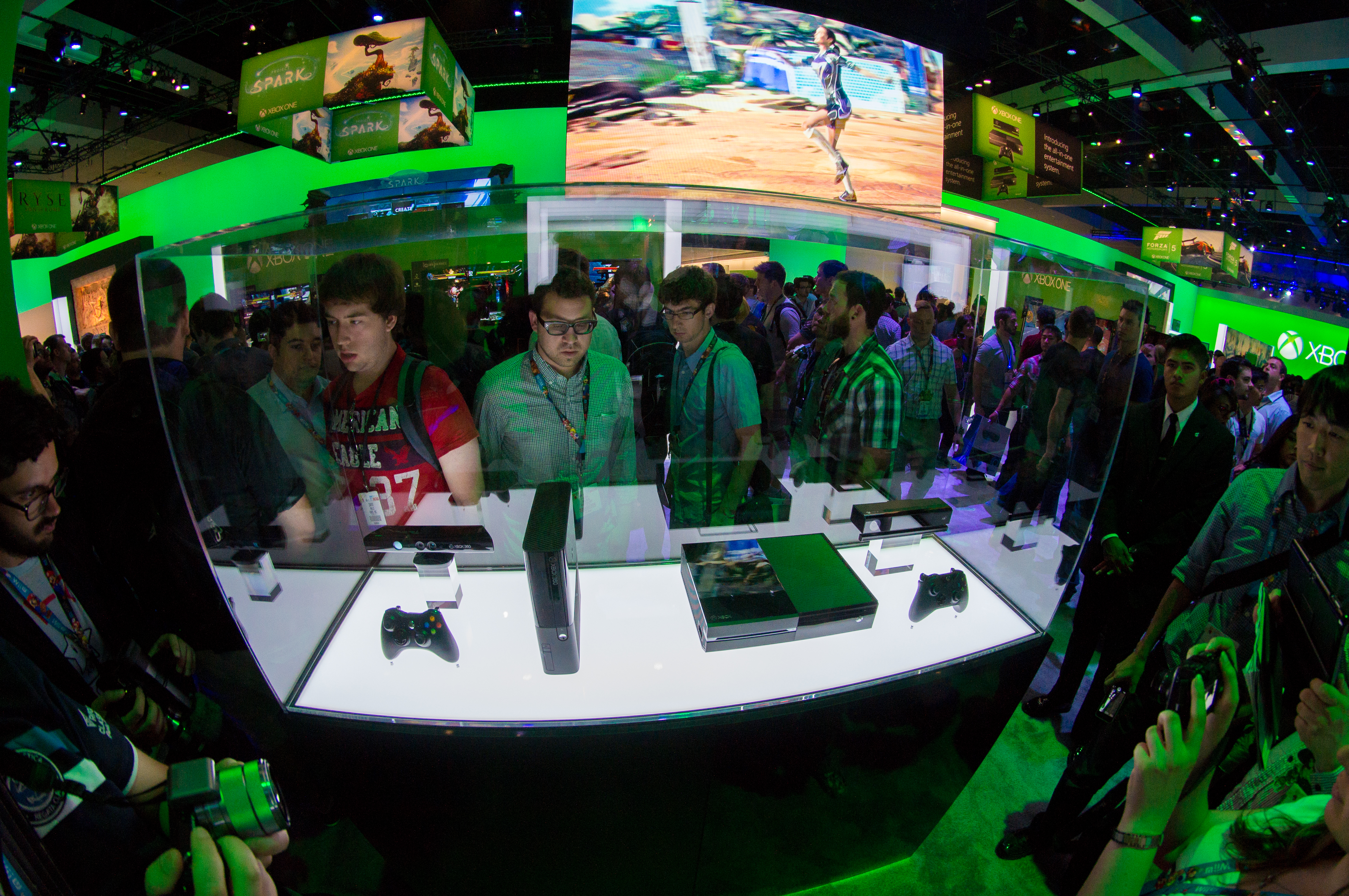
Xbox One na E3 2013

Xbox One je nástupce Xboxu 360, předchozí videoherní konzole od Microsoftu, která byla představena v roce 2005 jako součást sedmé generace videoherních konzolí. Starší typ, který Microsoft již nevyrábí, podstoupil několik malých hardwarových revizí, jež měly za cíl snížit jeho velikost a zlepšit spolehlivost. V roce 2010 Chris Lewis z Microsoftu uvedl, že 360 je v půli cesty svého životního cyklu, což bylo podpořeno představením senzoru Kinect, jenž měl podle Lewise prodloužit životnost konzole o dalších pět let.
Původní hardware nástupce 360, obecně označovaný v branži jako „Xbox 720“, se údajně dostal do rukou vývojářů již v květnu 2011. Má se za to, že oficiální vývojářský kit, jenž nesl kódové označení Durango, byl pro vývojáře dostupný v polovině roku 2012. Uniklé dokumenty naznačují, že nová konzole obsahovala vylepšený Kinect, cloudový přístup k hrám a médiím a integraci s telefony a tablety. Microsoft tyto uniklé prvky a vlastnosti nijak nekomentoval. Uniklé designové dokumenty rovněž poukazovaly na fakt, že se Microsoft snaží eliminovat možnost hraní použitých her, ačkoli později vysvětlil, že stále „přemýšleli o tom, co bude dál, a jak můžeme s Kinectem posouvat hranice technologie, jakou jsme vytvořili“. Každopádně k platnosti této informace se opět nevyjádřil.
Konzole byla veřejně odhalena pod názvem Xbox One 21. května 2013 na tiskové konferenci, jejímž cílem bylo pokrýt široké multimediální a sociální možnosti nového Xboxu. Druhá tisková konference ohledně konzole se konala během E3 10. června 2013 se zaměřením na funkce vztahující se k videohrám. V té době Microsoft oznámil, že konzole bude uvedena na trh v 21 zemích, ale toto stanovisko bylo později změněno na 13. Tato změna, která znamenala posunutí data uvedení na trh v 8 zemích na rok 2014, byla vysvětlována nepředvídatelnou složitostí lokalizace nového Kinectu. Mezigeneracemi konzole Xbox One jsou Xbox One S 2016, Xbox One X 2017.

## Hardware
Vnější plášť Xboxu One je opatřen dvoubarevným lakem v odstínu „tekuté černé“, přičemž jedna polovina je vyvedena v matně šedé a druhá v lesklejší černé. Design má vyvolávat dojem na zábavu více orientovaného a zjednodušeného vzhledu než u předchozí generace. Vedle jiných změn byly nahrazeny LED kroužky používané v Xboxu 360 za zářící bílé logo Xbox, podle něhož uživatel pozná aktuální status systému.
V konzoli se nachází APU AMD „Jaguar“ s dvěma čtyřjádrovými moduly s celkem osmi jádry x86-64 taktovanými na 1,75 GHz a 8 GB DDR3 RAM s propustností 68,3 GB/s. Paměťový podsystém také obsahuje dalších 32 MB „vložené statické” RAM (neboli ESRAM) s propustností 109 GB/s. Eurogameru bylo sděleno, že pro simultánní operace čtení a zápisu je ESRAM schopná teoretické propustnosti 192 GB/s a že v případě operací, jež zahrnovaly zpracování průhlednosti textur, je propustnost 133 GB/s. V konzoli se dále nachází nevyměnitelný pevný disk o kapacitě 500 GB a optická Blu-ray mechanika. Pro hry je na pevném disku k dispozici okolo 362 GB, podpora pro externí disky bude přidána v některé z budoucích aktualizací.
Bylo oznámeno, že 3 GB RAM jsou vyhrazeny pro operační systém a aplikace, tudíž 5 GB připadne na hry. Grafický procesor (GPU) je založen na architektuře AMD GCN s 12 výpočetními jednotkami s celkem 768 jádry, běžících na 853 MHz a poskytujících odhadovaný maximální teoretický výkon 1,31 TFLOPS. V případě sítí Xbox One podporuje gigabitový ethernet, bezdrátový standard 802.11n a Wi-Fi Direct.
Xbox One podporuje grafický výstup v rozlišení 4K (3840×2160) (2160p) a prostorový zvuk 7.1. Yusuf Mehdi, viceprezident marketingu a strategie společnosti Microsoft, uvedl, že neexistuje žádné hardwarové omezení, které by bránilo hrám ve spuštění v rozlišení 4K. Xbox One – na rozdíl od Xboxu 360 – nepodporuje 1080i a další prokládané rozlišení. Rovněž nepodporuje kompozitní nebo komponentní video a naopak podporuje HDMI 1.4 pro vstup i výstup.
Konzole dokáže sledovat svou vnitřní teplotu a patřičně tak zareagovat v případě hrozby přehřátí. Vedle zvýšení rychlosti větráku mohou být přijata další opatření, a to včetně přinucení hardwaru ke spuštění v nižším energetickém stavu, což je vlastnost, která nebyla přítomna na Xboxu 360. Omezení spotřeby energie snižuje maximální výkon, nicméně tato možnost je pouze jakousi poslední záchrannou brzdou před trvalým poškozením přístroje.

### Ovladač
Ovladač pro Xbox One si zachovává celkové uspořádání svého předchůdce. Směrový ovladač byl změněn na čtyřsměrový, prostor pro baterie je štíhlejší, tlačítka Start a Back byla nahrazena tlačítky Menu a View. Každá spoušť disponuje nezávislými motorky (nazývané jako „Impulse Triggers“), které umožňují vývojářům naprogramovat směrové vibrace. Jedna spoušť může být naprogramována k vibraci při střelbě zbraně, případně obě mohou pracovat společně na vytvoření zpětné vazby, jež určí směr příchozího zásahu. Microsoft investoval do vylepšení designu ovladače pro Xbox One přes 100 milionů dolarů.

### Kinect
K Xboxu One je přibalen vylepšený senzor Kinect pro sledování pohybu a rozpoznávání hlasu. Nový Kinect používá širokoúhlou kameru s rozlišením 1080p (v porovnání s VGA rozlišením předchozí verze) a zpracovává 2 gigabity dat za sekundu při analyzování svého okolí. Nový Kinect je přesnější než jeho předchůdce, dokáže sledovat až 6 lidí najednou, sledovat tepovou frekvenci a gesta vytvářená ovladačem Xbox One a skenovat QR kódy kvůli uplatňování dárkových karet Xbox Live. Mikrofon Kinectu zůstává ve výchozím nastavení aktivní po celou dobu, takže může v případě potřeby přijímat od uživatele hlasové povely, i když je konzole v režimu spánku (takže může být probuzena pomocí povelu).
Stejně jako tomu bylo na Xboxu 360, tak i na Xbox One je použití Kinectu volitelné, přičemž způsob, jakým bude senzor fungovat, lze upravit v nastavení soukromí.
Verze nového Kinectu kompatibilní se systémem Windows byla k dostání v roce 2014, ale dnes už se nevyrábí.

## Software a služby

### Mediální propojitelnost
Podobně jako ve Windows 8 lze i na Xboxu One přesouvat aplikace (jako hudbu, videa, Skype a Internet Explorer) ke straně obrazovky a pracovat na více věcech naráz.

### Ovládání hlasem
Konzole nabízí podobnou, třebaže bohatší sadu možností ovládaných hlasem než tu, kterou nabízel Kinect první generace, což umožňuje uživateli ovládat funkce Xboxu prostřednictvím hlasových povelů. Uživatelé mohou rovněž iniciovat konverzaci přes Skype.

### Operační systém
V zařízení údajně běží tři operační systémy: Xbox OS, OS založený na jádře systému Windows a další OS, jenž umožňuje dvěma operačním systémům komunikovat virtualizací (jako hypervisor). Tato integrace dovoluje například volání přes Skype, zatímco se uživatel nachází v některé z her.
Jádro Windows na Xboxu není kompatibilní se standardními aplikacemi Windows, ačkoli vývojáři je budou schopní portovat za cenu pouze malého úsilí.

### Xbox Live
Microsoft prohlásil, že služba Xbox Live byla rozšířena tak, aby bylo pro uživatele Xbox One k dispozici na 300 000 serverů. Už se však nezmínil, kolik z těchto serverů je fyzických a kolik virtuálních. Úložiště cloud je dostupné k ukládání her a dalšího obsahu, přičemž vývojáři mají možnost využít servery služby Live (spolu s cloudovou výpočetní platformou Windows Azure), aby nabídli hráčům dynamické změny v rámci jejich hry. Služba si i nadále zachovává systém předplatného. Seznam přátel byl rozšířen na 1000 kontaktů.

### SmartGlass
Xbox SmartGlass rozšiřuje funkčnost Xbox One, když zařízení, která pohánějí systémy Windows Phone, Windows 8, iOS a Android, lze použít jako „druhou obrazovku“. Ukázka během tiskové konference na E3 demonstrovala využití na tabletu, kdy bylo možné na pozadí upravit nastavení pro multiplayerovou hru, zatímco na televizi byla hrána jiná hra.

### Nahrávání a streamování
Předplatitelé Zlatého členství Xbox Live mohou používat aplikaci Upload Studio k editování a sdílení klipů z posledních pěti minut hraní, které konzole automaticky nahrává. Integrace se streamovací platformou Twitch bude zavedena v roce 2014.[potřebuje aktualizovat] Poté budou uživatelé schopni pomocí hlasových povelů okamžitě začít streamovat svou aktuální hru a použít mikrofon Kinectu ke komentování svého počínání.

## Hry
Microsoft představil několik svých her i her od dalších vývojářů pro Xbox One na své tiskové konferenci na E3, přičemž některé z nich jsou pro tuto platformu exkluzivní. Mezi vlastní odhalené hry na Xbox One patřily Forza Motorsport 5, Ryse: Son of Rome, Quantum Break, vzkříšení Killer Instinct, Project Spark a krátká upoutávka na nadcházející hru z univerza Halo.
Hry na Xbox One jsou distribuovány na Blu-ray discích a digitálně prostřednictvím Xbox Games Store. Všechny hry na Xbox One (ať už digitálně nebo fyzicky zakoupené) musí být uloženy na pevný disk konzole. V případě fyzických kopií je k hraní zapotřebí disk. Pokud je však hra nainstalována na jiné konzoli a majitel dané konzole z nějakého důvodu nemá přístup k disku hry, má možnost odemknout si instalaci na pevný disk, a to po zakoupení hry na Xbox Live. Nainstalovaná hra se poté chová jako digitální kopie. Hry pro jednoho hráče, které těží z výhod cloudu, vyžadují připojení k internetu.
Xbox One původně nedisponoval zpětnou kompatibilitou s hrami na původní Xbox nebo Xbox 360. Larry „Major Nelson“ Nelson, ředitel programování Xbox Live, uvedl, že uživatelé mohou teoreticky použít port HDMI-in na konzoli, aby spustili Xbox 360 skrze Xbox One. Senior ředitel Albert Penello odhalil v rozhovoru možnost, že Microsoft by mohl v budoucnu nabídnout zpětnou kompatibilitu se staršími hrami prostřednictvím cloudového herního systému. Zpětná kompatibilita byla uvedena v roce 2015.

## Přijetí

### Před vydáním
Po oficiálním odhalení v květnu 2013 přišla redakce Game Informeru jak s chválou, tak i kritikou na konzoli. Matt Helgeson popsal konzoli jako záměr Microsoftu na „ovládnutí obývacího pokoje“. Okamžité přepínací funkce Xboxu One označil za „působivé“ a samotnou konzoli za „krok správným směrem“, co se týče TV zábavy, zejména pak možnost vyhnutí se používání neintuitivního uživatelského rozhraní na četných kabelových set-top boxech. Jeff Cork řekl, že Microsoft má ohledně konzole „několik výborných nápadů“, ale že selhal při jejich správné interpretaci.
Po tiskové konferenci Microsoftu na E3 10. června 2013 se vnímání kritiků ohledně Xboxu One změnilo. Několik redaktorů serveru GameSpot bylo dosti kritických. Mark Walton označil startovací tituly pro Xbox One uvedené na konferenci za „nemastné, neslané“ a sužované „starými kravaťáky a proudem populárních rádoby slovíček“. Hry byly prý „povrchní, přičemž oceňují vizuální stránku před inovací“, což je přesný opak toho, co slíbil Microsoft prezentovat v průběhu akce, kterou označil za „novou generaci hraní“. A to nemluvě o přísných restrikcích ohledně správy digitálních práv (DRM). Redaktor Tom McShea poznamenal, že i přes zvýšený potenciál Xboxu One a jeho orientaci na cloud se prezentace skládala pouze z „krásných her, které nenabízely žádnou viditelnou změnu v samotném zážitku z hraní oproti Xboxu 360, takže stávající majitelé nemají moc důvodu utratit 499 dolarů za novou konzoli.“ Novináři a spotřebitelé vtipně pojmenovali konzoli jako „Xbone“, aby tak dali Microsoftu najevo, že mnohá jeho rozhodnutí se zakládala na špatném úsudku. Po tiskové konferenci Sony později téhož večera McShea pokračoval, když označil Microsoft za protizákaznický a snažící se „potrestat své věrné zákazníky“ přísnými omezeními a že kvůli „trvání na omezeních ohledně použitých her a nutnosti být neustále online, které Microsoft tak radostně implementoval do Xboxu One, byla Sony se svou konzolí PlayStation 4 pasována za favorita letošních Vánoc.“
Rafi Mohammed, autor knihy „The Art of Pricing“ řekl televizi Bloomberg, že Microsoft nasadil cenu pro Xbox One „příliš vysoko“ a že těch 100 dolarů navíc oproti svému konkurentovi by mohlo konzoli o letošních Vánocích „vykolejit“.

### Prodeje
22. listopadu 2013 Microsoft potvrdil, že prodal jeden milion konzolí Xbox One během prvních 24 hodin po uvedení na trh. Na základě sledování zhruba 102 000 nákupních stvrzenek společností InfoScout, na nichž se v 1500 případech objevil nákup buď videohry, nebo videoherní konzole, se Xbox One stal ve Spojených státech v období slev na Černý pátek nejprodávanější konzolí.
11. prosince 2013 Microsoft oznámil, že prodal okolo 2 milionů kusů za prvních 18 dnů. 12. prosince 2013 pak uvedl, že na základě údajů NPD Group šlo o nejrychleji prodávanou konzoli ve Spojených státech, ačkoli zpráva NPD objasnila, že „prodeje PlayStation 4 zahrnovaly další týden v rámci porovnávání listopadových dat oproti Xbox One. Podíváme-li se na prodeje na bázi průměrných týdenních čísel, pak Xbox One porazil PS4. Nicméně je třeba mít na paměti, že ve druhém týdnu po uvedení na trh bývají dodávky zařízení obvykle značně omezeny.”
6. ledna 2014 Microsoft oznámil, že před koncem roku 2013 se celosvětově prodalo přes 3 miliony konzolí.
Microsoft ve své finanční zprávě za 2. kvartál fiskálního roku 2014, která byla uveřejněna 23. ledna 2014, oznámil, že celosvětově bylo vyexpedováno 3,9 milionů kusů konzole Xbox One.
12. listopadu 2014 společnost Microsoft oznámila, že dodala po celém světě téměř 10 milionů kusů. Microsoft oznámil v říjnu 2015, že již nebude zveřejňovat údaje o prodejích systému, údaj z listopadu 2014 je tak stále nejnovějším oficiálním prodejním číslem.
Analytik průmyslu videoher Daniel Ahmad odhadl, že k lednu 2019 bylo prodáno přibližně 41 milionů kusů konzole. Kalifornská Turtle Beach Corporation odhadla prodeje konzole ke třetímu čtvrtletí roku 2019 na 50 milionů. V té době to byla zhruba polovina prodejů konkurenční PS4.

## Kontroverze

### Použité hry a politika ověřování přes internet
Při prvním odhalení konzole Microsoft představil řadu funkcí a politik pro hry na Xbox One, které měly klást důraz na „neustále připojenou“ konzoli a digitální obsah, což mělo přinést řadu výhod jak pro vývojáře, tak pro hráče. Systém DRM by provázal všechny hry (ať už by byly zakoupeny ve fyzické, nebo digitální podobě) s uživatelovým účtem Xbox Live a jeho konzolí Xbox One. Systém by umožnil lokální přístup k uživatelovým hrám prostřednictvím herní knihovny založené na cloudu na kterémkoli dalším Xboxu One. Herní knihovna by byla sdílena až s deseti vybranými „rodinnými“ členy (každou hru by v daný okamžik mohl hrát pouze jeden uživatel). Tento systém by však rovněž vyžadoval připojování konzole k internetu v pravidelných intervalech (nejméně jednou za 24 hodin), aby došlo k synchronizaci knihovny a stažení aktualizací do her. Pokud by k tomu nedošlo, hru by nebylo možné hrát do té doby, dokud by nebyla konzole znovu připojena k internetu. Uživatelé by mohli obchodovat či vyměňovat hry „vybraných prodejců“ bez jakýchkoli dalších poplatků a také je přímo půjčovat kterémukoli svému příteli ze seznamu na Xbox Live po dobu alespoň 30 dnů, ale pouze jedenkrát.
V reakci na rostoucí kritiku Microsoft vydal 19. června 2013 prohlášení, ve kterém nastínil, jak budou původně navržené politiky zmírněny na podobnou úroveň, která platí pro Xbox 360. Nově se už nepočítalo s požadavkem na připojení k internetu, žádným ověřováním disku a regionálními omezeními. V důsledku změn se upustilo i od rodinného sdílení, stejně jako od sdílené digitálních titulů. Marc Whitten, vrchní produktový ředitel Xbox One, uvedl, že k odstranění možnosti rodinného sdílení došlo z důvodu revize politik Xbox One, aby bylo možné dodat konzole včas, a že tento prvek může být v budoucnu zakomponován zpět. Při prvním připojení Xboxu One k internetu je nutné stáhnout aktualizace, na základě níž se zpřístupní offline režim a aktualizuje systémový software, jenž umožní další změny politiky. Ve svém prohlášení týkající se nových politik Mattrick uvedl, že společnost si vzala k srdci negativní názor veřejnosti, a zároveň poděkoval za zpětnou vazbu, jež „restrukturalizovala budoucnost Xbox One”. Mattrick, který stál v čele vývoje Xbox One, ohlásil 1. července 2013 svůj odchod z Microsoftu. Stal se CEO ve společnosti Zynga. Analytici spekulovali, že jeho odchod je spjat se špatnou odezvou a následným zrušením četných plánů pro Xbox One.

### Obavy z ochrany soukromí
Časté používání Kinectu ze strany konzole se stalo předmětem obav ohledně potenciálního využití ke sledování, které vyplývalo z původně ohlášeného požadavku na neustálé připojení periferie ke konzoli. Zastánci soukromí tvrdili, že zvýšené množství údajů, které mohly být novým Kinectem shromažďovány (například pohyby očí, srdeční frekvence a nálada), by mohly být využity k cílené reklamě. Rovněž se vyrojily zprávy o patentech Microsoftu zahrnující Kinect (jako třeba DRM na základě detekování počtu diváků v místnosti) a sledování návyků uživatelů udělováním úspěchů (achievementů) za sledování televizních programů a reklam. Zatímco Microsoft uvedl, že jeho zásady ochrany osobních údajů „zakazují shromažďování, uchovávání nebo používání údajů z Kinectu pro reklamní účely“, kritici nevyloučili možnost, že tyto politiky by mohly být před vydáním konzole změněny. Rovněž byly vzneseny obavy, že zařízení by mohlo nahrávat konverzaci, neboť jeho mikrofon zůstává aktivní po celou dobu. V reakci na kritiku mluvčí společnosti Microsoft uvedl, že obsah vytvářený uživateli jako fotky a videa „neopustí váš Xbox One bez explicitního souhlasu“ a že během počátečního nastavení konzole budou k dispozici klíčové informace ohledně soukromí a nastavení Kinectu (uživatelé mohou určit, zda má být Kinect zapnutý, vypnutý nebo v pozastaveném stavu). Microsoft se nakonec rozhodl vzít zpět své rozhodnutí o nutném používání Kinectu na Xbox One, přesto je periferie dodávána spolu s konzolí.

## Novější verze

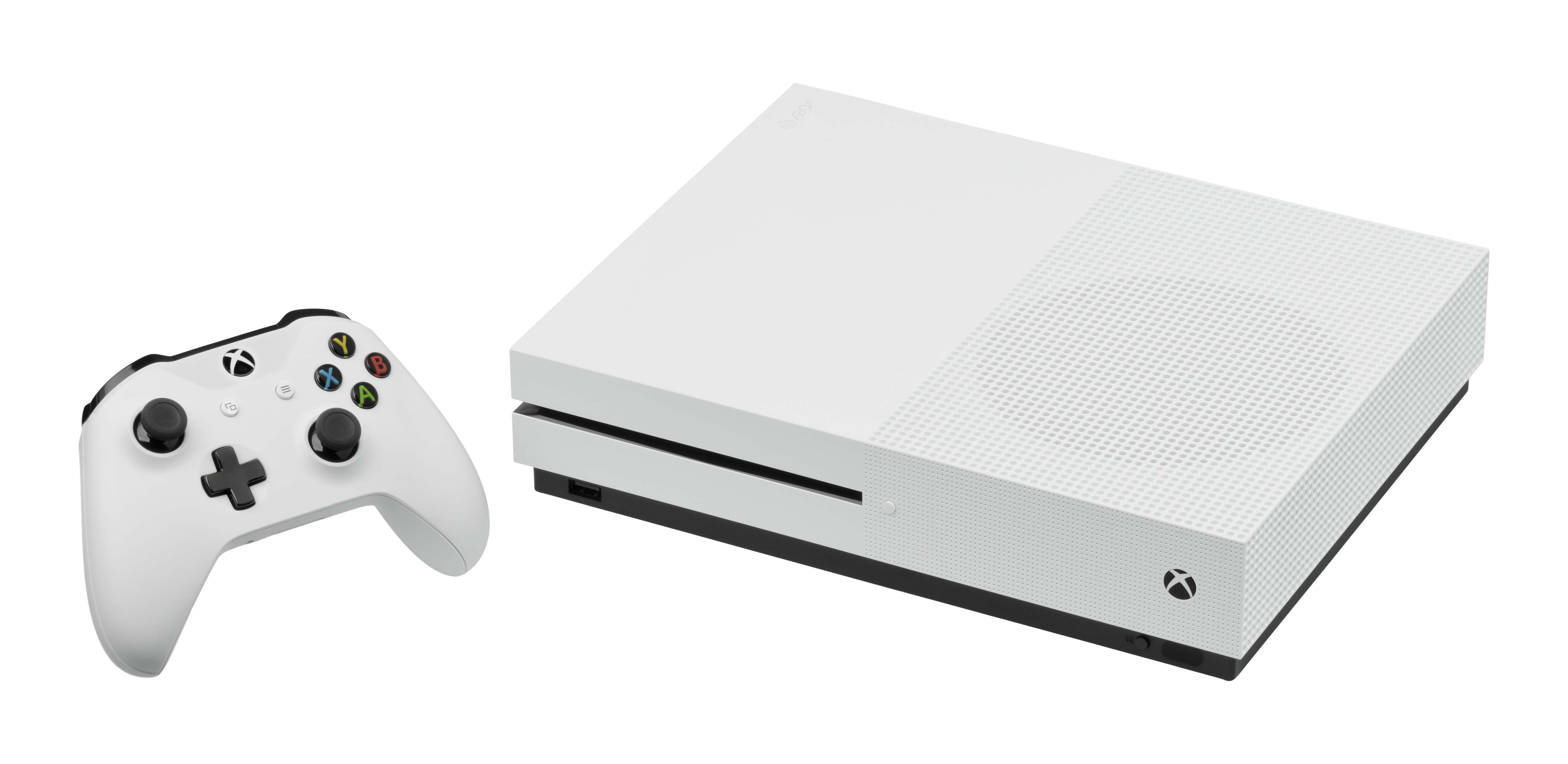
Xbox One S

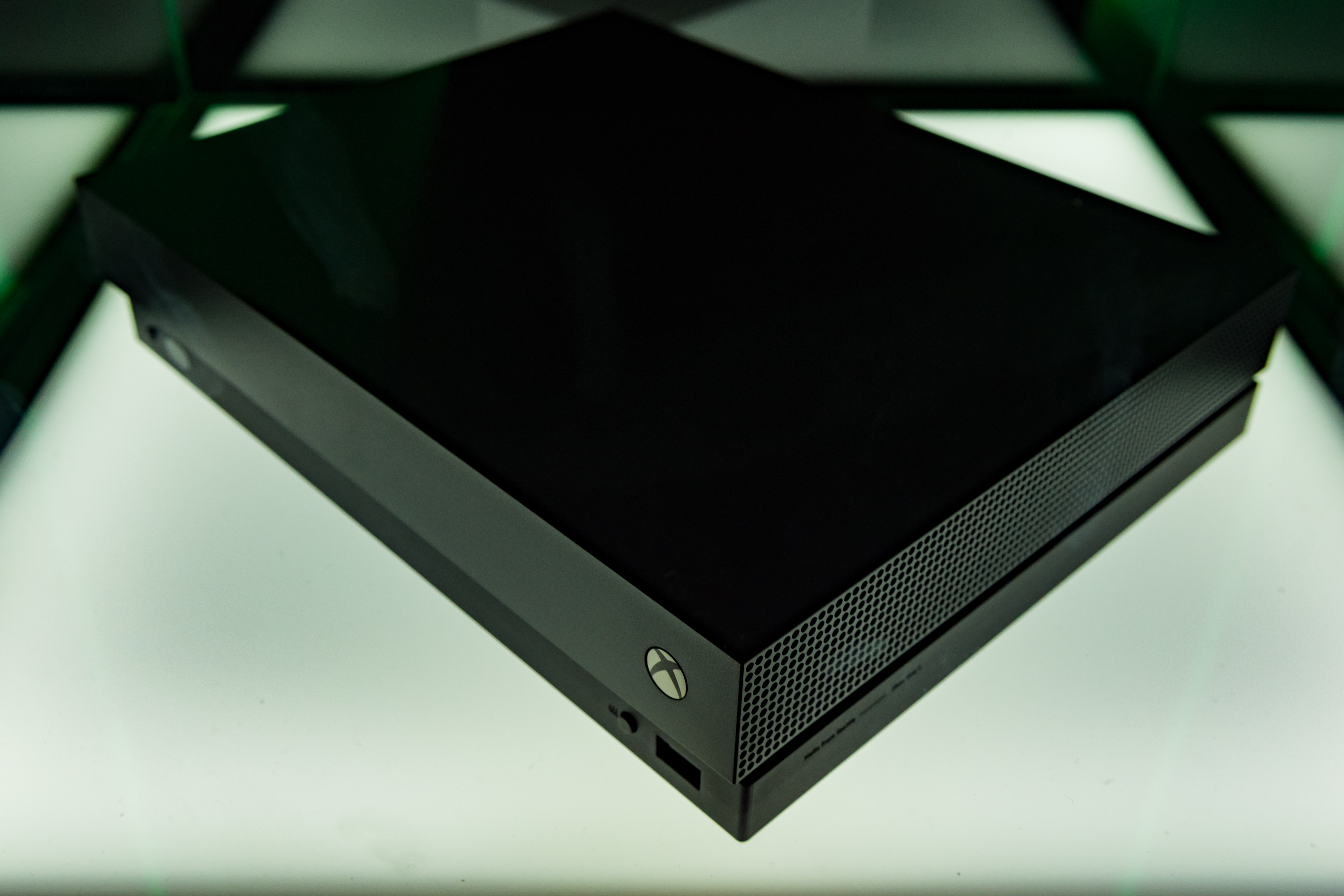
Xbox One X

### Xbox One S
Zmenšený Xbox One (typ 1681) vyšel v srpnu 2016 jako nástupnická verze původní konzole, k dispozici byl s 500 GB, 1 TB a 2TB diskové kapacity. Jde o 40 % menší verzi než původní model. Přibyl infračervený port, bluetooth 4.0 a HDMI port byl aktualizován z verze 1,4 na 2,0. Naopak byl odstraněn port na Kinect senzor, ten se dá připojit jen přes dokoupený konektor. Nepatrná je také změna jeho výkonu, grafický výkon narostl z 1.31 teraFLOPS na 1.4 teraFLOPS.

### Xbox One S All-Digital Edition
16. dubna 2019 Microsoft uvedl "online" verzi Xbox One S nazvanou Xbox One S All-Digital Edition, která neobsahuje optickou jednotku Blu-ray. Jde o 1 TB verzi, oficiální prodejní cena startuje na 5999 Kč, a v ceně obsahuje hry Minecraft, Sea of Thieves a Fortnite Battle Royale.

### Xbox One X
Modernizovaná verze Xbox One X (typ 1787) vyšla 7. listopadu 2017. Jedná se o verzi se zdokonaleným hardwarem umožňující rozlišení 4K, úpravy dostál také design. Disponuje výkonnějším GPU zvládající až 6 teraFLOPS, rychlejším CPU v taktu 2,3 GHz a RAM 12 GB DDR5, oproti původní konzoli s grafikou 1,31 teraFLOPS, CPU 1,75 GHz a RAM 8 GB DDR3.